# Thiruthuraipoondi
Thiruthuraipoondi là một thành phố và khu đô thị của quận Thiruvarur thuộc bang Tamil Nadu, Ấn Độ.

## Nhân khẩu
Theo điều tra dân số năm 2001 của Ấn Độ, Thiruthuraipoondi có dân số 22.754 người. Phái nam chiếm 49% tổng số dân và phái nữ chiếm 51%. Thiruthuraipoondi có tỷ lệ 74% biết đọc biết viết, cao hơn tỷ lệ trung bình toàn quốc là 59,5%: tỷ lệ cho phái nam là 79%, và tỷ lệ cho phái nữ là 70%. Tại Thiruthuraipoondi, 11% dân số nhỏ hơn 6 tuổi.